# 斜口瘦獅子魚
斜口瘦獅子魚，為輻鰭魚綱鮋形目杜父魚亞目獅子魚科的其中一種，分布於東太平洋墨西哥Guadalupe島海域，棲息深度可達2306公尺，體長可達2.7公分，為深海底棲性魚類，屬肉食性，生活習性不明。

## 擴展閱讀
維基物種上的相關：斜口瘦獅子魚